# Johannes Strolz
Johannes Strolz (* 12. September 1992 in Bludenz, Vorarlberg) ist ein österreichischer Skirennläufer. Er gehört aktuell der Nationalmannschaft des Österreichischen Skiverbandes an und ist auf die technischen Disziplinen Slalom und Riesenslalom spezialisiert. Wie sein Vater Hubert 34 Jahre zuvor wurde er 2022 Olympiasieger in der Kombination.

## Biografie

### Jugend und Europacup
Johannes Strolz kam als Sohn des Olympiasiegers Hubert Strolz in Bludenz zur Welt. Nach guten Leistungen auf Schülerebene wechselte der Warther an die Schihauptschule Schruns und besuchte später das Schigymnasium Stams, wo er in den Nachwuchskader des ÖSV aufgenommen wurde. Nach der Matura absolvierte er den Grundwehrdienst und eine Ausbildung im Spitzensportkader der Polizei.
Nach seinem Europacup-Debüt im Dezember 2011 nahm Strolz im März 2012 an den Juniorenweltmeisterschaften in Roccaraso teil, wo er die Bronzemedaille im Super-G errang. Ein Jahr später klassierte er sich in Québec in allen fünf Disziplinen im erweiterten Spitzenfeld, konnte jedoch den Medaillengewinn nicht wiederholen. Im Europacup konzentrierte er sich danach zunehmend auf die technischen Disziplinen und erreichte bislang acht Platzierungen unter den besten zehn. Am 8. Dezember 2017 gelang ihm im Riesenslalom von Trysil sein erster Sieg.

### Weltcup und Olympische Spiele
Sein Weltcup-Debüt gab Strolz am 14. Dezember 2013 im Riesenslalom von Val-d’Isère. Seither wurde er nur vereinzelt im Weltcup eingesetzt, konnte jedoch noch keine Punkte gewinnen. Im April 2016 feierte er einen Prestigeerfolg, als er im Rahmen der Deutschen Meisterschaften den Slalom vor Fritz Dopfer und Dominik Stehle gewann. Ein Jahr später kürte er sich sowohl im Riesenslalom als auch im Slalom erstmals zum Österreichischen Meister.
Im Jänner 2018 gewann er als 30. im Riesenslalom von Garmisch-Partenkirchen seinen ersten Weltcuppunkt. Seine beste Saisonplatzierung erreichte er als 22. im Riesenslalom von Kranjska Gora im März. Zum Abschluss der Saison 2017/18 entschied er die Gesamtwertung des Europacups für sich. Beim Weltcup-Auftakt in Levi gewann er im November 2018 als 15. erstmals Punkte im Slalom. Sein vorläufig bestes Resultat erzielte er im Februar 2019 mit Rang zwölf in der Kombination von Bansko. Nach schlechtem Saisonstart erreichte er im Jänner 2020 im Nachtslalom von Madonna di Campiglio mit Platz zehn sein erstes Topresultat. Im Frühling 2021 strich ihn der ÖSV aus dem Kader und Strolz musste seine Karriere vorerst auf eigene Kosten fortsetzen, indem er unter anderem als sein eigener Servicemann fungiert. Zwei Jahre nach seinem ersten Top-10-Ergebnis gelang ihm im Slalom von Adelboden mit der Startnummer 38 sein erster Weltcupsieg. Er wurde damit zum 300. männlichen Sieger der Weltcup-Geschichte.
Bei den Olympischen Spielen von Peking gewann er 34 Jahre nach seinem Vater in Calgary ebenfalls die Goldmedaille in der alpinen Kombination. Damit konnte zum ersten Mal im alpinen Skisport der Sohn eines Olympiasiegers genauso eine Goldmedaille erringen. Zudem war es der erste Olympiasieg eines Sportlers aus Vorarlberg seit 1998. Damals hatte Mario Reiter ebenfalls die alpine Kombination gewonnen. Im Slalom gewann er – wie sein Vater 1988 im Riesenslalom – die Silbermedaille. Im Mannschaftswettbewerb gelang ihm gemeinsam mit Stefan Brennsteiner, Katharina Huber, Katharina Liensberger, Michael Matt und Katharina Truppe der Gewinn einer weiteren Goldmedaille.
In der Saison 2022/23 gelang es Strolz bei weitem nicht, an die Leistungen des vorherigen Winters anzuknüpfen. Sein bestes Ergebnis war ein zwölfter Platz und in sechs von neun Slaloms schied er aus, sodass er sich weder für die Weltmeisterschaft noch für das Weltcupfinale qualifizieren konnte. Zu Saisonabschluss gewann Strolz überraschend den österreichischen Meistertitel in der Abfahrt.

## Erfolge

### Olympische Spiele
- Peking 2022: 1. Kombination, 1. Mannschaftswettbewerb, 2. Slalom

### Weltcup
- 7 Platzierungen unter den besten zehn, davon 1 Sieg:

| Datum          | Ort       | Land    | Disziplin |
| -------------- | --------- | ------- | --------- |
| 9. Jänner 2022 | Adelboden | Schweiz | Slalom    |

### Weltcupwertungen
| Saison  | Gesamt | Gesamt | Riesenslalom | Riesenslalom | Slalom | Slalom | Kombination | Kombination |
| Saison  | Platz  | Punkte | Platz        | Punkte       | Platz  | Punkte | Platz       | Punkte      |
| ------- | ------ | ------ | ------------ | ------------ | ------ | ------ | ----------- | ----------- |
| 2017/18 | 141.   | 10     | 53.          | 10           | –      | –      | –           | –           |
| 2018/19 | 68.    | 93     | 34.          | 26           | 35.    | 45     | 20.         | 22          |
| 2019/20 | 120.   | 26     | –            | –            | 46.    | 26     | –           | –           |
| 2020/21 | 100.   | 40     | –            | –            | 35.    | 40     | –           | –           |
| 2021/22 | 34.    | 245    | –            | –            | 11.    | 245    | –           | –           |
| 2022/23 | 97.    | 51     | –            | –            | 32.    | 51     | –           | –           |
| 2023/24 | 47.    | 183    | –            | –            | 13.    | 183    | –           | –           |
| 2024/25 | 65.    | 119    | –            | –            | 24.    | 119    | –           | –           |

### Europacup
- Saison 2017/18: 1. Gesamtwertung, 2. Kombinationswertung, 3. Riesenslalomwertung, 3. Slalomwertung
- 17 Platzierungen unter den besten zehn, davon 4 Siege:

| Datum            | Ort      | Land       | Disziplin    |
| ---------------- | -------- | ---------- | ------------ |
| 8. Dezember 2017 | Trysil   | Norwegen   | Riesenslalom |
| 9. Dezember 2017 | Trysil   | Norwegen   | Riesenslalom |
| 25. Jänner 2018  | Chamonix | Frankreich | Slalom       |
| 21. Februar 2018 | Sarntal  | Italien    | Kombination  |

### Australian New Zealand Cup
- Saison 2018: 6. Slalomwertung, 13. Gesamtwertung, 24. Riesenslalomwertung
- Saison 2019: 3. Slalomwertung, 10. Gesamtwertung, 27. Riesenslalomwertung
- 6 Platzierungen unter den besten 10, davon 3 Podestplätze

### Juniorenweltmeisterschaften
- Roccaraso 2012: 3. Super-G, 13. Riesenslalom
- Québec 2013: 4. Kombination, 5. Super-G, 7. Abfahrt, 15. Slalom, 16. Riesenslalom

### Weitere Erfolge
- 4 österreichische Meistertitel (Riesenslalom 2017 und 2019, Slalom 2017, Abfahrt 2023)
- Österreichischer Jugendmeister in der Kombination 2010
- 12 Siege in FIS-Rennen

## Auszeichnungen
- 2022: Sportler des Jahres – Aufsteiger[8]